# Albert Sarraut
Albert Sarraut   (Bordeus, 28 de juliol de 1872 - París, 26 de novembre de 1962) Albert-Pierre Sarraut (francès: [albɛʁ saʁo]) era un polític francès afiliat al Partit Radical que fou Primer ministre durant la Tercera República en dues ocasions.

## Biografia
Sarraut Va néixer el 28 de juliol de 1872 en Bordeaux, Gironde, França.
Va ser governador general de l'Indoxina francesa, entre 1912 i 1914 i de 1917 a 1919. Tot i que Sarraut fou apreciat per la reforma de l'educació nativa que propugnà, la seva motivació era un exemple de racisme colonial. Ell pensava que la població vietnamita no podria esdevenir civilitzada fins que el seu pensament, costums i institucions s'emmirallessin en les de l'estat francès. Segons Hue Tam Ho Tai, si l'argument de Sarraut es portés a la seva conclusió lògica, la població vietnamita, escriu, mereixeria la «independència de França només quan ja no desitgéssin ser vietnamites, sinó francesos de pell groga».
Albert Sarraut va donar suport activament a la preservació i desenvolupament de les arts locals. En aquest sentit, Sarraut donà suport al aleshores becari d'art francès, George Groslier, en les seves tasques de conservació de les arts i tradicions culturals de Cambodja. Així mateix, també finançà el disseny i construcció del Museu Nacional de Cambodja. El 18 de gener de 1920 va reemplaçar Henry Simon com a Ministre de les Colònies.